# Christiane Louise
Christiane Louise de Paula da Silva (Río de Janeiro, Brasil, 21 de septiembre de 1971–Río de Janeiro, julio de 2021) fue una actriz de doblaje brasileña, conocida por poner voz en portugués a diversos personajes, como la Pata Daisy en las animaciones de Disney y la señorita Morello en Todo el mundo odia a Chris. Entre los estudios en los que ha trabajado figuran VTI Rio, Herbert Richards y Art Sound.

## Desaparición
En julio de 2021, aproximadamente después del 19 del mismo, se denunció la desaparición de Christiane. Fue vista por última vez en el barrio de Ipanema, en la zona sur de Río de Janeiro.

## Muerte
La familia y los compañeros de trabajo de la actriz de doblaje informaron a la policía de que llevaba varios días desaparecida, lo que les llevó a visitar su piso en. En sus declaraciones, también mencionaron que Christiane vivía sola, pero que desde hacía algunas semanas hospedaba a un hombre de 27 años llamado Pedro Paulo Gonçalves Vasconcellos da Costa que tenía llave de la puerta principal. Cuando le preguntaron por la desaparición de Christiane, dijo que estaba bien y que se había ido de viaje a Mangaratiba, en la Costa Verde de Río de Janeiro, con su novio.
Cuando fue interrogado por la policía, informó que había hablado con ella en persona por última vez a las 20.00 horas del 17 de julio, afirmando que quería estar «desconectada» durante 15 días sin su teléfono móvil, y le pidió que cuidara de sus dos perros. Sin embargo, después de que la policía llevara a cabo una investigación, Pedro fue detenido como sospechoso de ser el principal responsable de la desaparición de la actriz. Pedro eventualmente confesó haber asesinado Christiane con un cáliz roto, alegando haber actuado en defensa propia. Según él, esto habría ocurrido después de ser atacado por ella, alegando que estaba «poseída por un demonio» y que parecía estar bajo los efectos de drogas, medicamentos recetados y alcohol, lo que fue refutado por los forenses.
El sospechoso y la víctima eran amigos. Se conocieron en 2017 en una clínica psiquiátrica tras un tratamiento. En los últimos tiempos, el hombre habría sufrido una crisis y fue acogido por Christiane en su propio piso. La investigación apunta a que Pedro contó con la ayuda de su propia madre en el crimen, Eliane Gonçalves Vasconcellos da Costa, y de un conductor no identificado, que ayudó a transportar el cuerpo de la actriz.
El cadáver fue encontrado el 22 de julio, pero un examen reveló que la víctima había sido asesinada dos o tres días antes. Pedro y su madre pasaron dos días con el cadáver de Christiane dentro de su casa antes de esconderlo. La víctima fue encontrada en una zona de vegetación de la playa de Grumari, en la Zona Oeste de Río. Su cuerpo estaba envuelto en sábanas y bolsas de plástico. Según la policía, el móvil del crimen pudo ser «financiero» y que Pedro Paulo y su madre pudieron querer apoderarse de los bienes de Christiane. Los agentes federales encontraron ordenadores y teléfonos móviles pertenecientes a la actriz en casa de la madre del sospechoso.

## Locuciones de videojuegos
| Año  | Personaje              | Videojuegos                    | Notas         |
| ---- | ---------------------- | ------------------------------ | ------------- |
| 2007 | Cortana                | Halo 3                         |               |
| 2009 | Sivir                  | League of Legends              | No acreditada |
| 2010 | Cortana                | Halo: Reach                    |               |
| 2012 | Cortana                | Halo 4                         |               |
| 2013 | Zatanna                | Injustice: Gods Among Us (DLC) |               |
| 2015 | Aurora                 | Warface                        |               |
| 2016 | Angela Ziegler "Mercy" | Overwatch                      |               |

## Obras destacadas
En la siguiente tabla se enumeran algunos personajes destacados a los que Christiane puso voz:
| Personaje                         | Actriz original      | Obra                                 |
| --------------------------------- | -------------------- | ------------------------------------ |
| Señorita Morello                  | Jacqueline Mazarella | Todo el mundo odia a Chris           |
| Mary Winchester                   | Samantha Smith       | Supernatural                         |
| Valéria Olivier                   | Yessica Salazar      | Rebelde                              |
| Lorena                            | Paulina de Labra     | Triunfo del Amor                     |
| Brenda Ramos                      | Alejandra Procuna    | María la del barrio                  |
| Assúncion Torres / Jacinta Rivero | Tina Romero          | Meu Pecado / Abraça - me Muito Forte |
| Fabíola                           | Esther Rinaldi       | La usurpadora                        |
| Angela Ziegler "Mercy"            | Lucie Pohl           | Overwatch (2016)                     |